# Microplagia nitens
Microplagia nitens är en tvåvingeart som beskrevs av Townsend 1915. Microplagia nitens ingår i släktet Microplagia och familjen köttflugor.
Artens utbredningsområde är Peru. Inga underarter finns listade i Catalogue of Life.